# National Collegiate Athletic Association
La National Collegiate Athletic Association (NCAA, spesso pronunciata "N-C-Double-A" o "N-C-Two-A") è un'organizzazione senza scopo di lucro che gestisce le attività sportive di quasi 500 mila atleti che partecipano ai programmi sportivi di 1 100 college e università negli Stati Uniti, in Porto Rico e in Canada. La sua sede è a Indianapolis, in Indiana.
Fino al 1957, la NCAA era composta di una singola Division, all'interno della quale erano inserite tutte le scuole. A partire da quella data, invece, la NCAA ha adottato una divisione tra University Division e College Division. La divisione è rimasta fino al 1973 quando la NCAA ha deciso di adottare l'attuale struttura, comprendente Division I (D-I), Division II (D-II) e Division III (D-III). Secondo il regolamento della NCAA, gli istituti che fanno parte della Division I e della Division II hanno la possibilità di offrire delle borse di studio per meriti sportivi (athlete scolarship) ai propri studenti, rimanendo vietato per gli istituti appartenenti alla Division III. Generalmente gli istituti più grandi fanno parte della Division I, mentre gli altri appartengono alla Division II e alla Division III.
Una struttura ancora più specifica riguarda il football, sport nel quale la NCAA ha ulteriormente separato (a partire dal 1978) la Division I in Division I-A e Division I-AA, che successivamente sono state denominate rispettivamente Football Bowl Subdivision (FBS) e Football Championship Subdivision (FCS) a partire dal 2006.
Nel suo anno fiscale 2022-2023, la NCAA ha generato introiti pari a 1,28 miliardi di dollari, il 74% dei quali (per una somma di 945 milioni di dollari) arrivati grazie alla cessione dei diritti televisivi del NCAA Championship di pallacanestro maschile. A causa degli enormi profitti derivanti dall'organizzazione di questi campionati, la NCAA è stata duramente criticata da diversi economisti per la sua volontà di escludere qualsiasi tipo di beneficio o di rimborso economico (men che mai un salario) a favore degli atleti, soprattutto per quanto riguarda il football o la pallacanestro, le cui squadre universitarie sono in alcune regioni più seguite rispetto alle squadre professionistiche (spingendosi a definire la NCAA come un vero e proprio cartello). Soltanto nel 2021 la Corte Suprema degli Stati Uniti ha dichiarato che alcune di queste restrizioni sono in contrasto con le norme antitrust federali. Nel maggio 2024, la NCAA si è convinta a concludere una transazione stragiudiziale in una class action intentata nei suoi confronti da due atleti, riconoscendo la possibilità delle scuole appartenenti alla Division I di pagare i giocatori che hanno militato nelle proprie rappresentative a partire dal 2016.

## Storia

### La fondazione e i primi anni

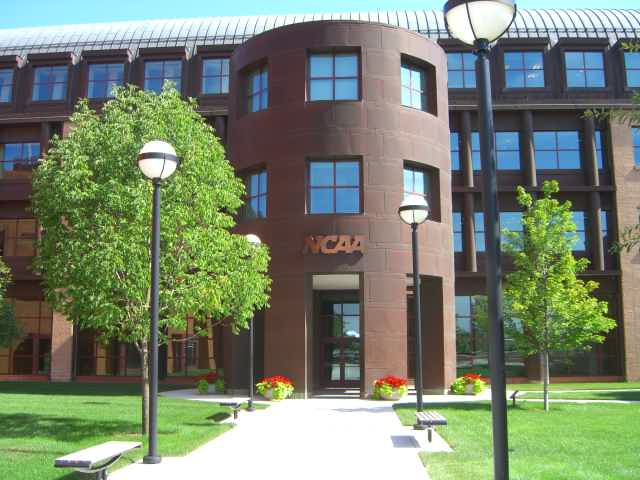
La sede NCAA a Indianapolis.

Negli Stati Uniti le prime notizie riguardanti competizioni sportive fra istituti universitari risalgono alla sfida del 1852 fra gli equipaggi di canottaggio di Harvard e Yale. In questo periodo storico e fino agli ultimi decenni dell'Ottocento, quando il canottaggio era lo sport più popolare negli Stati Uniti, le competizioni erano gestite da diverse organizzazioni, fra cui la Rowing Association of American Colleges e la Intercollegiate Rowing Association. A mano a mano che altri sport diventarono più popolari (soprattutto football e basket) continuarono ad essere adottate le stesse regole e strutture dei campionati.
L'odierna NCAA trae le sue origini da una serie di incontri alla Casa Bianca convocati dal presidente Theodore Roosevelt agli inizi del Novecento dopo una serie di infortuni e di morti successi durante incontri di college football, che avevano convinto diversi istituti a non far praticare più questo sport ai loro studenti. A seguito di queste riunioni il presidente della New York University Henry MacCracken convocò un incontro (a cui parteciparono rappresentanti di altri 13 istituti universitari) per concordare le modifiche alle regole di gioco del football. In un successivo incontro del 28 dicembre 1905 i rappresentanti di 62 università e college statunitensi fondarono la Intercollegiate Athletic Association of the United States (IAAUS), che formalmente prese vita il 31 marzo 1906 e che nel 1910 assunse l'attuale denominazione di NCAA.
Per diversi anni la NCAA rimase un'associazione con lo scopo semplicemente di discutere le modifiche ai regolamenti sportivi. Soltanto nel 1921 si creò il primo campionato nazionale di livello universitario sotto l'egida della NCAA, il National Collegiate Track and Field Championship. Gradualmente anche gli altri sport vennero organizzati in campionati nazionali fra cui il basket, che nel 1939 vide il suo primo campionato nazionale ad esso dedicato.
Una serie di crisi interne portò la NCAA quasi alla sua dissoluzione subito dopo la fine della seconda guerra mondiale. Il Sanity Code, adottato per creare delle linee-guida che regolamentassero i finanziamenti privati e il reclutamento degli atleti, non era riuscito a mettere la parola fine ad una serie di abusi. Il numero di finali di campionato di football (i cosiddetti bowl) crebbe a dismisura per la popolarità di questo sport. Inoltre vi erano forti dubbi su quale sarebbe stata l'influenza delle televisioni nel convincere i tifosi a non andare più allo stadio.
Questi ed altri problemi convinsero della necessità di aver bisogno di una guida professionale a tempo pieno per la NCAA. Nel 1951 Walter Byers, già membro del comitato esecutivo della NCAA, venne nominato direttore esecutivo a tempo pieno. L'anno successivo, inoltre, venne creata la prima sede ufficiale della NCAA a Kansas City (Missouri).
Byers non perse tempo nel dare la sua impronta decisiva alla NCAA: venne approvato un programma per controllare la trasmissione dal vivo delle partite di football, la riunione annuale dei rappresenti dei singoli istituti universitari delegò i suoi poteri ad un Consiglio direttivo e vennero approvate delle regole per limitare i bowl di fine stagione.

### Dagli anni '70 a oggi

Il logo della NCAA utilizzato tra il 1971 e il 1979.

Fino agli anni ottanta l'associazione non proponeva sport femminili ma dal 1982 tutte le divisioni NCAA hanno offerto campionati nazionali per l'atletica femminile e molti membri dell'AIAW si unirono all'NCAA.
Nel 1973, la NCAA divise i suoi iscritti in tre divisioni: Division I (elenco Università), Division II (elenco Università) e Division III (elenco Università). Con le regole NCAA, le scuole delle divisioni I e II possono offrire borse di studio agli studenti che partecipano all'attività sportiva, mentre a quelle di divisione III è vietato. Generalmente, le scuole più grandi partecipano all'attività della divisione I mentre le più piccole giocano nella II e III; la divisione I del football è a sua volta divisa in I-A e I-AA.
La struttura legislativa dell'NCAA è divisa in gabinetti e comitati, composti da vari rappresentanti delle scuole partecipanti ed i comitati sono a loro volta divisi in sotto-comitati. Ad un livello superiore esiste il Management Council che supervisiona gabinetti e comitati ed include anche rappresentanti delle scuole come direttori atletici e consulenti di facoltà. Sopra al Management Council nella scala legislativa si trova il Board of Directors, formato da presidenti universitari, che dà l'approvazione finale ad ogni regola.
Lo stesso staff NCAA fornisce supporto, guida, collegamento, ricerca e pubbliche relazioni. Il presidente attuale della NCAA è Mark Emmert.
Gli sport gestiti dall'NCAA includono pallacanestro, baseball (uomini), softball (donne), football (uomini), corsa campestre, hockey su prato (donne), bowling (donne), golf, scherma (misto), lacrosse, ginnastica artistica, canottaggio (donne), pallavolo, hockey su ghiaccio, pallanuoto, tiro a segno (misto), tennis, sci, atletica leggera, nuoto, tuffi, lotta (uomini), calcio (uomini e donne) e beach volley (donne).
La NCAA non è la sola organizzazione americana di sport universitari. La National Association of Intercollegiate Athletics (NAIA) è una sua diretta concorrente.

## Gli studenti-atleti
La NCAA richiede che tutti gli atleti siano amatori, ovvero non professionisti. Per rimanere "eleggibili", cioè utilizzabili da qualsiasi rappresentativa iscritta alla NCAA, è vietato ad ogni atleta firmare un contratto con qualsiasi squadra professionistica, essere stipendiato per gareggiare in qualunque disciplina, allenarsi con una squadra professionistica o essere legato ad un procuratore sportivo.
A seconda dell'anno di iscrizione nell'istituto per cui militano, ogni atleta (allo stesso modo di ogni studente) viene definito con i seguenti termini:
- Freshman - 1° anno
- Sophomore - 2° anno
- Junior - 3° anno
- Senior - 4° anno

Al compimento del 4° anno, lo studente-atleta generalmente si laurea presso l'istituto di appartenenza e finisce la sua carriera nei college sports (potendo a quel punto diventare un atleta professionista, il più dei casi entrando nel meccanismo del draft, specifico sistema di selezione degli atleti post-universitari da parte delle squadre professionistiche delle principali leghe sportive statunitensi). Oltre alla generica eccezione di uno "studente fuori corso" (che comunque vedrebbe venir meno la sua eleggibilità per il mancato rispetto di un generico piano di studi da rispettare per poter giocare), esiste la possibilità per ogni studente-atleta di ritardare o sospendere la propria carriera sportiva, con lo scopo di prolungarla oltre il canonico quadriennio. In tale condizione, lo studente-atleta viene definito redshirt, ovvero in un anno durante il quale può continuare a frequentare i corsi, allenarsi con la squadra universitaria e giocare soltanto in un limitato numero di partite o eventi. Questi studenti-atleti, in tal modo, rimangono nei college sports per un massimo di 5 anni (venendo definiti fifth-year senior), o addirittura 6 anni in casi eccezionali.
Come già accennato, oltre all'essere iscritti all'istituto, non essere un professionista e non essere legato ad alcun procuratore, per poter partecipare a qualunque evento NCAA ogni atleta-studente deve ottenere un certo livello di risultati scolastici in alcuni corsi stabiliti come fondamentali dalla NCAA (core courses), nonché avere già un livello di preparazione scolastica ottenuto durante la frequentazione delle high school (il livello scolastico precedente all'università negli Stati Uniti).

## Le discipline NCAA
Attualmente, la NCAA assegna ogni anno 90 titoli nazionali nelle più diverse discipline sportive, di cui 46 femminili, 41 maschili e 3 misti (scherma, tiro a volo e sci alpino). Tra queste discipline vi sono pallacanestro, baseball (solo uomini), atletica leggera, softball (solo donne), football (solo uomini), corsa campestre, hockey su prato (solo donne), bowling (solo donne), golf, scherma (disciplina mista), lacrosse, calcio, ginnastica artistica, canottaggio (solo donne), nuoto e tuffi, beach volley (solo donne), hockey su ghiaccio, pallanuoto, tiro a volo (disciplina mista), tennis, sci alpino (disciplina mista) e lotta libera olimpica (solo uomini).
La disciplina più recente ad essere inserita nel novero degli sport NCAA è la lotta libera olimpica femminile, che vedrà assegnato il suo primo titolo nazionale a partire dall'inverno 2026. Prima di essa, l'ultimo sport ad essere entrato nell'orbita NCAA è stato il beach volley, che ha visto assegnato il suo primo titolo nella primavera del 2016 (chiamandolo originariamente "sand volley", per poi adottare il termine più internazionalmente riconosciuto di "beach volley").
Un caso particolare riguarda il football. In questa disciplina la NCAA non assegna un titolo di campione nazionale, lasciando tale compito ai College Football Playoff, organizzati direttamente dalla Football Bowl Subdivision (FBS) della Division I NCAA.
Nella tabella seguente sono elencati le discipline in cui la NCAA ha assegnato o assegna tuttora il titolo di campione nazionale. Per quanto riguarda il caso delle discipline miste, la data sotto le colonne riservate alle competizioni femminili indica il periodo di tempo nel quale è stato assegnato per la prima volta il titolo femminile.
| Uomini      | Uomini                  | Uomini         |                            | Donne      | Donne          | Donne          |
| Division I  | Division II             | Division III   | Sport                      | Division I | Division II    | Division III   |
| ----------- | ----------------------- | -------------- | -------------------------- | ---------- | -------------- | -------------- |
| 1947–       | 1968–                   | 1976–          | Baseball                   |            |                |                |
| 1939–       | 1957–                   | 1975–          | Pallacanestro              | 1982–      | 1982–          | 1982–          |
|             |                         |                | Bowling                    | 2004–      | 2004–          | 2004–          |
| 1938–       | 1958–                   | 1973–          | Corsa campestre            | 1981–      | 1981–          | 1981–          |
| 1941–       | 1941–                   | 1941–          | Scherma                    | 1982–      | 1982–          | 1982–          |
|             |                         |                | Hockey su prato            | 1981–      | 1981–          | 1981–          |
| 1978– (FCS) | 1973–                   | 1973–          | Football                   |            |                |                |
| 1939–       | 1963–                   | 1975–          | Golf                       | 1982–      | 1996–99; 2000– | 1996-99; 2000– |
| 1938–       | 1968-84                 |                | Ginnastica artistica       | 1982-      | 1982-86        |                |
| 1948–       | 1978–84; 1993–99        | 1984–          | Hockey su ghiaccio         | 2001–      | 2001–          | 2002–          |
| 1971–       | 1974–79; 1980–81; 1993– | 1974–79; 1980– | Lacrosse                   | 1982–      | 2001–          | 1985–          |
| 1980–       | 1980–                   | 1980–          | Tiro a volo                | 1980–      | 1980–          | 1980–          |
|             |                         |                | Canottaggio                | 1997–      | 2002–          | 2002–          |
| 1954–       | 1954–                   | 1954–          | Sci alpino                 | 1983–      | 1983–          | 1983–          |
| 1954–       | 1972–                   | 1974–          | Calcio                     | 1982–      | 1988–          | 1986–          |
|             |                         |                | Softball                   | 1982–      | 1982–          | 1982–          |
| 1924–       | 1964–                   | 1975–          | Nuoto e tuffi              | 1982–      | 1982–          | 1982–          |
| 1946–       | 1963–                   | 1976–          | Tennis                     | 1982–      | 1982–          | 1982–          |
| 1965–       | 1985–                   | 1985–          | Atletica leggera (indoor)  | 1983–      | 1985; 1987–    | 1985; 1987–    |
| 1921–       | 1963–                   | 1974–          | Atletica leggera (outdoor) | 1982–      | 1982–          | 1982–          |
| 1970–       | 1970–                   | 2012–          | Pallavolo                  | 1981–      | 1981–          | 1981–          |
|             |                         |                | Beach volley               | 2016–      | 2016–          | 2016–          |
| 1969–       | 1969–                   | 1969–          | Pallanuoto                 | 2001–      | 2001–          | 2001–          |
| 1928–       | 1963–                   | 1974–          | Lotta                      | 2026–      | 2026–          | 2026–          |

- Oltre agli sport elencati, la NCAA ha organizzato un campionato di pugilato tra il 1932 e il 1960. Già a partire dagli anni '50, l'organizzazione di questa disciplina diventò discontinua, per poi cessare del tutto dopo la morte di un pugile durante il torneo finale del 1960.
- In precedenza, la NCAA attribuiva un titolo per il trampolino. Prima del 1969, la specialità faceva parte del campionato di ginnastica artistica maschile, per poi vedersi attribuito un titolo specifico nel 1969 e nel 1970, per poi essere eliminata completamente.[24]

Nell'anno accademico 2021-2022, il numero di squadre (ovvero di programmi sportivi) che competono in ogni disciplina nella propria division di appartenenza sono elencate nelle due tabelle successive.
| Sport                      | Division I | Division II | Division III |
| -------------------------- | ---------- | ----------- | ------------ |
| Baseball                   | 293        | 257         | 391          |
| Pallacanestro              | 350        | 306         | 422          |
| Corsa campestre            | 315        | 277         | 397          |
| Scherma                    | 20         | 2           | 11           |
| Football                   | 253        | 169         | 242          |
| Golf                       | 292        | 214         | 297          |
| Ginnastica artistica       | 12         | 0           | 1            |
| Hockey su ghiaccio         | 57         | 8           | 84           |
| Lacrosse                   | 72         | 75          | 247          |
| Tiro a volo                | 17         | 2           | 2            |
| Sci alpino                 | 10         | 6           | 16           |
| Calcio                     | 202        | 205         | 417          |
| Nuoto e tuffi              | 130        | 77          | 241          |
| Tennis                     | 233        | 152         | 311          |
| Atletica leggera (indoor)  | 264        | 182         | 302          |
| Atletica leggera (outdoor) | 287        | 227         | 331          |
| Pallavolo                  | 25         | 32          | 113          |
| Pallanuoto                 | 25         | 9           | 16           |
| Lotta                      | 76         | 67          | 116          |

| Sport                      | Division I | Division II | Division III |
| -------------------------- | ---------- | ----------- | ------------ |
| Pallacanestro              | 348        | 306         | 435          |
| Beach volley               | 62         | 17          | 6            |
| Bowling                    | 34         | 34          | 23           |
| Corsa campestre            | 347        | 297         | 417          |
| Scherma                    | 27         | 2           | 15           |
| Hockey su prato            | 77         | 36          | 169          |
| Golf                       | 262        | 198         | 236          |
| Ginnastica artistica       | 61         | 5           | 15           |
| Hockey su ghiaccio         | 34         | 6           | 72           |
| Lacrosse                   | 119        | 113         | 290          |
| Tiro a volo                | 22         | 2           | 2            |
| Canottaggio                | 87         | 15          | 44           |
| Sci alpino                 | 10         | 7           | 15           |
| Calcio                     | 335        | 262         | 435          |
| Softball                   | 293        | 284         | 408          |
| Nuoto e tuffi              | 190        | 104         | 269          |
| Tennis                     | 300        | 209         | 350          |
| Atletica leggera (indoor)  | 331        | 206         | 307          |
| Atletica leggera (outdoor) | 339        | 258         | 342          |
| Pallavolo                  | 332        | 296         | 430          |
| Pallanuoto                 | 34         | 12          | 19           |

## I campionati NCAA

### I trofei
Tranne la disciplina del football (e soltanto per quanto riguarda il campionato di Division I FBS), per ogni campionato sotto egida NCAA alle squadre classificatesi al primo, secondo e terzo posto vengono assegnati dei trofei rispettivamente in oro, argento e bronzo. La squadra che ha ricevuto il trofeo ha il diritto di mantenere presso la sua sede il trofeo, a meno che questo venga revocato per violazione delle regole NCAA.
Nel caso della pallacanestro, al termine dei tornei conclusivi entrambe le squadre semifinaliste ricevono il premio in bronzo (prima del 1982 il premio veniva assegnato alla squadra vincitrice del cosiddetto consolation game, ovvero la finale per il terzo posto). Stessa identica assegnazione avviene alla conclusione dei campionati di football NCAA di Division I FCS e di Division II e III.
Al maggio 2022, ad aver ottenuto più vittorie complessive sono tre università della California: Stanford, con 131 titoli nazionali (solo maschili), UCLA 119 e USC 111.

### Football Bowl Subdivision(FBS)
Un caso particolare ma di grande rilievo all'interno della NCAA è costituito dalla Football Bowl Subdivision (FBS), ovvero una sottodivisione della Division I di football e che rappresenta il livello più alto di college football. Storicamente la NCAA non ha mai organizzato un torneo conclusivo per attribuire il titolo di campione nazionale NCAA di Division I (come avviene, a titolo di esempio, nella pallacanestro), venendo sostituito in tale compito da una serie di organismi esterni (come la Associated Press, oppure la American Football Coaches Association, autori rispettivamente dei noti AP Poll e Coaches Poll), i quali elaborano un ranking e attribuiscono il titolo di "campione nazionale" alla squadra in testa alla loro graduatoria. La NCAA ha voluto tradizionalmente riconoscere rilevanza a questi ranking non contestando la loro rilevanza.
Nel frattempo, varie città degli Stati Uniti hanno creato una serie di partite conclusive della stagione, i cosiddetti bowl games, nelle quali venivano invitate alcune squadre alla fine della stagione in cambio di una somma di denaro riservata alle singole università. Questi tradizionali bowl games (i più noti dei quali sono il Rose Bowl, l'Orange Bowl, il Sugar Bowl e il Cotton Bowl), a partire dal 2014 hanno invece rivestito a rotazione il ruolo di semifinali e di finale del campionato NCAA di Division I FBS, per poi passare ad un vero e proprio playoff a 12 squadre a partire dal 2023. Questi playoff, tuttavia, continuano a non essere organizzati dalla NCAA, bensì dall'organismo che raggruppa le scuole appartenenti alla FBS, ma quest'ultima riconosce i suoi risultati.

### Campioni in carica NCAA
Dati aggiornati al 19 agisto 2025.
| Uomini                   | Uomini            | Uomini                     |                                   | Donne            | Donne              | Donne                   |
| Division I               | Division II       | Division III               | Sport                             | Division I       | Division II        | Division III            |
| ------------------------ | ----------------- | -------------------------- | --------------------------------- | ---------------- | ------------------ | ----------------------- |
| LSU                      | Tampa             | Wisconsin–Whitewater       | Baseball (2025)                   |                  |                    |                         |
| Florida                  | Nova Southeastern | Trinity (CT)               | Pallacanestro (2025)              | UConn            | Grand Valley State | NYU                     |
|                          |                   |                            | Bowling (2025)                    | Youngstown State | Youngstown State   | Youngstown State        |
| BYU                      | Colorado Mines    | Wisconsin-La Crosse        | Corsa campestre (2024)            | BYU              | Adams State        | MIT                     |
| Notre Dame               | Notre Dame        | Notre Dame                 | Scherma (2025)                    | Notre Dame       | Notre Dame         | Notre Dame              |
|                          |                   |                            | Hockey su prato (2024)            | Northwestern     | Saint Anselm       | Middlebury              |
| Ohio State (FBS)         | Ferris State      | North Central              | Football (2024)                   |                  |                    |                         |
| North Dakota State (FCS) | Ferris State      | North Central              | Football (2024)                   |                  |                    |                         |
| Oklahoma State           | West Florida      | Methodist                  | Golf (2025)                       | Northwestern     | Dallas Baptist     | Emory                   |
| Michigan                 | Michigan          | Michigan                   | Ginnastica artistica (2025)       | Oklahoma         | Oklahoma           | Oklahoma                |
| Western Michigan         | Western Michigan  | Hobart                     | Hockey su ghiaccio (2025)         | Wisconsin        | Wisconsin          | Wisconsin-River Falls   |
| Cornell                  | Adelphi           | Tufts                      | Lacrosse (2025)                   | North Carolina   | Tampa              | Middlebury              |
| West Virginia            | West Virginia     | West Virginia              | Tiro a volo (2025)                | West Virginia    | West Virginia      | West Virginia           |
|                          |                   |                            | Canottaggio (2025)                | Stanford         | Embry-Riddle       | Tufts                   |
| Utah                     | Utah              | Utah                       | Sci alpino (2025)                 | Utah             | Utah               | Utah                    |
| Vermont                  | Lynn              | Amherst                    | Calcio (2024)                     | North Carolina   | Cal Poly           | Washington in St. Louis |
|                          |                   |                            | Softball (2025)                   | Texas            | UT Tyler           | Trine                   |
| Texas                    | Drury             | Denison                    | Nuoto e tuffi (2025)              | Virginia         | Nova Southeastern  | MIT                     |
| Wake Forest              | Valdosta State    | Denison                    | Tennis (2025)                     | Georgia          | Barry              | Washington (MO)         |
| USC                      | Pittsburg State   | Wisconsin-La Crosse        | Atletica leggera (indoor) (2025)  | Oregon           | Pittsburg State    | MIT                     |
| Texas A&M e USC          | Pittsburg State   | Wisconsin-La Crosse        | Atletica leggera (outdoor) (2025) | Georgia          | Grand Valley State | MIT                     |
| Long Beach State         | Long Beach State  | Southern Virginia          | Pallavolo (2024 f., 2025 m.)      | Penn State       | Lynn               | Juniata                 |
|                          |                   |                            | Beach volley (2025)               | TCU              | TCU                | TCU                     |
| UCLA                     | UCLA              | UCLA                       | Pallanuoto (2024 m., 2025 f.)     | Stanford         | Stanford           | Stanford                |
| Penn State               | Nebraska-Kearney  | Johnson & Wales e Wartburg | Lotta (2025)                      |                  |                    |                         |

## LeDivisione leConferences
Ogni squadra universitaria aggregata alla NCAA è distribuita in una conference, a sua volta inserita in una sottodivisione della NCAA. Esistono tre sottodivisioni della NCAA, che dividono gli istituti universitari a seconda della loro dimensione e importanza. La maggior parte delle squadre universitarie della NCAA appartengono ad una conference multidisciplinare, ma nulla vieta che un istituto iscriva una squadra di una disciplina sportiva in una conference ed una seconda squadra di una disciplina differente in un'altra conference (il caso più noto è quello dei Notre Dame Fighting Irish, la cui squadra di hockey su ghiaccio compete nella Big Ten Conference, mentre le restanti sue rappresentative sono iscritte nella Atlantic Coast Conference). Nulla vieta neanche che un istituto universitario non iscriva la propria squadra ad alcuna conference, venendo così definita independent.

### Division I
La Division I è il livello più alto delle tre sottodivisioni NCAA. Le conference multidisciplinari aggregate alla Division I sono obbligate dalla NCAA ad avere almeno 7 squadre, oltre alla promozione di almeno 12 discipline (6 maschili e 6 femminili). Le squadre hanno a loro volta degli obblighi per poter appartenere alle conference multidisciplinari di Division I, tra cui un tetto minimo delle borse di studio sportive da concedere agli studenti-atleti e un numero obbligatorio di sport da promuovere.

#### ConferencediDivision I
Nota: con (*) si indicano le conference appartenenti alla Football Bowl Subdivision (FBS); con (**) si indicano le conference appartenenti alla Football Championship Subdivision (FCS); in corsivo le conference che non promuovono il football o la pallacanestro.
- America East Conference
- American Conference (American) *
- Atlantic 10 Conference (A-10)
- Atlantic Coast Conference (ACC) *
- Atlantic Sun Conference (ASUN) **[30]
- Big 12 Conference (Big 12) *
- Big East Conference
- Big Sky Conference **
- Big South Conference **[31]
- Big Ten Conference (Big Ten o B1G) *
- Big West Conference
- Coastal Athletic Association (CAA)[32]
- Conference USA (CUSA) *
- Horizon League
- Ivy League **
- Metro Atlantic Athletic Conference (MAAC)
- Mid-American Conference (MAC) *
- Mid-Eastern Athletic Conference (MEAC) **
- Missouri Valley Conference (MVC)
- Mountain Pacific Sports Federation (MPSF)
- Mountain West Conference (MW) *
- Northeast Conference (NEC) **
- Ohio Valley Conference (OVC) **[31]
- Pac-12 Conference (Pac-12) *
- Patriot League **
- Southeastern Conference (SEC) *
- Southern Conference (SoCon) **
- Southland Conference **
- Southwestern Athletic Conference (SWAC) **
- The Summit League (The Summit)
- Sun Belt Conference (SBC) *
- West Coast Conference (WCC)
- Western Athletic Conference (WAC) **[30]
- Squadre universitarie non aggregate di Division I (Independents)

##### Conferencemonodisciplinari (football)
- Coastal Athletic Association Football Conference (CAA Football)[32]
- Missouri Valley Football Conference
- Pioneer Football League

##### Conferencemonodisciplinari (hockey su ghiaccio)
La disciplina dell'hockey su ghiaccio di Division I presenta una struttura diversa dalle conference multidisciplinari sopra elencate. Le squadre universitarie di hockey su ghiaccio appartenenti alle seguenti conference hanno le loro rappresentative "sorelle" dello stesso istituto inserite in altre conference.

###### Conferencemaschili
- Central Collegiate Hockey Association (CCHA) – ricostituita nel 2021, dopo la sua precedente attività tra il 1971 e il 2013
- National Collegiate Hockey Conference (NCHC)

###### Conferencefemminili
- New England Women's Hockey Alliance (NEWHA)
- Western Collegiate Hockey Association (WCHA)

###### Conferencemiste
- Atlantic Hockey America (AHA) – costituita nel 2024 dopo l'unione della conference maschile Atlantic Hockey Association e della conference femminile College Hockey America
- ECAC Hockey
- Hockey East (HEA)

### Division II
Il livello intermedio di NCAA è la Division II, le cui squadre hanno l'obbligo di promuovere almeno 10 squadre maschili o femminili e dei limiti più bassi per quanto riguarda le spese per le borse di studio.

#### ConferencediDivision II
- California Collegiate Athletic Association (CCAA)
- Central Atlantic Collegiate Conference (CACC)
- Central Intercollegiate Athletic Conference (CIAA)
- Conference Carolinas (CC)
- East Coast Conference (ECC)
- Great American Conference (GAC)
- Great Lakes Intercollegiate Athletic Conference (GLIAC)
- Great Lakes Valley Conference (GLVC)
- Great Midwest Athletic Conference (G-MAC)
- Great Northwest Athletic Conference (GNAC)
- Gulf South Conference (GSC)
- Lone Star Conference (LSC)
- Mid-America Intercollegiate Athletics Association (MIAA)
- Mountain East Conference (MEC)
- Northeast-10 Conference (NE-10)
- Northern Sun Intercollegiate Conference (NSIC)
- Pacific West Conference (PacWest)
- Peach Belt Conference (PBC)
- Pennsylvania State Athletic Conference (PSAC)
- Rocky Mountain Athletic Conference (RMAC)
- South Atlantic Conference (SAC)
- Southern Intercollegiate Athletic Conference (SIAC)
- Sunshine State Conference (SSC)
- Squadre universitarie non aggregate di Division II (Independents)

### Division III
A differenza delle due precedenti division, gli istituti le cui squadre militano nella Division III non possono assegnare borse di studio sportive ai propri studenti. Inoltre, le squadre inserite nelle conference di Division III sono obbligate ad organizzare almeno 3 squadre maschili e 3 squadre femminili. Infine, a seconda del numero di studenti iscritti nell'istituto, la rappresentativa universitaria di quest'ultimo ha un obbligo di discipline sportive minime da organizzare e promuovere.

#### ConferencediDivision III
- Allegheny Mountain Collegiate Conference (AMCC)

- American Rivers Conference (ARC)
- American Southwest Conference (ASC)
- Atlantic East Conference (AEC)
- Centennial Conference (Centennial)
- City University of New York Athletic Conference (CUNYAC)
- Coast to Coast Athletic Conference (C2C)
- College Conference of Illinois and Wisconsin (CCIW)
- Collegiate Conference of the South (CCS)
- Conference of New England (CNE)
- Empire 8 (E8)
- Great Northeast Athletic Conference (GNAC)
- Heartland Collegiate Athletic Conference (HCAC)
- Landmark Conference (Landmark)
- Liberty League (Liberty)
- Little East Conference (LEC)
- Massachusetts State Collegiate Athletic Conference (MASCAC)
- Michigan Intercollegiate Athletic Association (MASCAC)
- Middle Atlantic Conference (MAC) – organismo che racchiude le seguenti tre conference
  - MAC Commonwealth (14 discipline, escluso il football)
  - MAC Freedom Conference (14 discipline, escluso il football)
  - Middle Atlantic Conference (13 discipline, incluso il football)
- Midwest Conference (Midwest o MWC)
- Minnesota Intercollegiate Athletic Conference (MIAC)
- New England Small College Athletic Conference (NESCAC)
- New England Women's and Men's Athletic Conference (NEWMAC)
- New Jersey Athletic Conference (NJAC)
- North Atlantic Conference (NAC)
- North Coast Athletic Conference (NCAC)
- Northern Athletics Collegiate Conference (NACC)
- Northwest Conference (NWC)
- Ohio Athletic Conference (OAC)
- Old Dominion Athletic Conference (ODAC)
- Presidents' Athletic Conference (PAC)
- Skyline Conference (Skyline)
- Southern Athletic Association (SAA)
- Southern California Intercollegiate Athletic Conference (SCIAC)
- Southern Collegiate Athletic Conference (SCAC)
- State University of New York Athletic Conference (SLIAC)
- United East Conference
- University Athletic Association (UAA)
- Upper Midwest Athletic Conference (UMAC)
- USA South Athletic Conference (USA South)
- Wisconsin Intercollegiate Athletic Conference (WIAC)
- Squadre universitarie non aggregate di Division III (Independents)

#### Conferencemonodisciplinari (football)
Eastern Collegiate Football Conference (ECFC)

#### Conferencemonodisciplinari (hockey su ghiaccio)
- ECAC East – mista
- ECAC Northeast – solo maschile
- ECAC West – mista
- Northern Collegiate Hockey Association (NCHA) – mista
- United Collegiate Hockey Conference (UCHC) – mista

#### Conferencemonodisciplinari (lacrosse)
- Midwest Lacrosse Conference (MLC) – solo maschile
- Midwest Women's Lacrosse Conference – solo femminile

#### Conferencemonodisciplinari (pallavolo maschile)
- Continental Volleyball Conference (CVC)
- Midwest Collegiate Volleyball League (MCVL)
- New England Collegiate Conference (NECC)[33]
- United Volleyball Conference (UVC)

## Pallacanestro
Le squadre che partecipano alla Division I NCAA della pallacanestro sono ad oggi più di trecento e sono raggruppate in 32 conference (leghe formate da un numero variabile di squadre, di solito da 8 a 16), alcune squadre non hanno conference e vengono dette indipendenti. Le conference non sono stabilite dalla NCAA ma si sono formate negli anni con accordi fra le università stesse, non è insolito che da un anno all'altro cambino gli affiliati, di solito ciò avviene per motivi economici. Per stabilire il team campione ogni anno dal 1939, durante il mese di marzo viene disputato il torneo NCAA con la formula a tabellone tennistico ad eliminazione diretta in campo neutro.
Il numero delle squadre invitate a farvi parte è cresciuto negli anni, ad oggi sono 68, le 32 vincitrici delle rispettive conference più 36 invitate in base ai meriti sportivi conseguiti durante il campionato, la scelta degli inviti viene fatta da un apposito comitato nel cosiddetto Selection Sunday (domenica delle selezioni) in cui vengono stabilite anche le teste di serie. Solitamente le sei cosiddette major conferences (Big East, Big 12, Big Ten, ACC, SEC, PAC-10) hanno un numero di squadre invitate variabile dalle tre alle sei a testa.
Il Torneo NCAA si svolge durante tre weekend a cavallo fra marzo e aprile (la cosiddetta "March Madness", in italiano: "Follia di Marzo"), le squadre che superano il primo weekend sono denominate Sweet Sixteen, mentre il weekend finale è dedicato alle celeberrime Final Four.

## Football americano
L'NCAA non ha mai avuto un campionato ufficiale di football Division I FBS, una cosa quanto meno strana, ed al momento, il campione di Division I FBS è determinato dal Bowl Championship Series, che usa una serie di votazioni per determinare le due squadre che giocheranno la finale (BCS National Championship Game). Sei voti sono basati su modelli computerizzati, mentre due sono decisi da persone: un allenatore di FBS (sponsorizzato da USA Today), l'altro voto è un misto di ex-giocatori, allenatori, dirigenti e giornalisti (gestiti e sponsorizzati da Harris Interactive). Nonostante l'auto-proclamata autorità del Bowl Championship Series, l'Associated Press può ancora conferire il titolo di "campione nazionale" ad una squadra di sua scelta. Inoltre, a differenza di altre divisioni e sport che l'NCAA sponsorizza, la division I FBS del football assegna un trofeo che non ha la scritta NCAA sulla targa. In altre parole, il titolo non è ufficiale.

### Conference
| NCAA Division I FBS Conferences | NCAA Division I FBS Conferences | NCAA Division I FBS Conferences    | NCAA Division I FBS Conferences | NCAA Division I FBS Conferences |
| ------------------------------- | ------------------------------- | ---------------------------------- | ------------------------------- | ------------------------------- |
| American Conference (American)  | Atlantic Coast Conference (ACC) | Big Ten Conference (Big Ten o B1G) | Big 12 Conference (Big 12)      | Conference USA (CUSA)           |
| Mid-American Conference (MAC)   | Mountain West Conference (MW)   | Pac-12 Conference (Pac-12)         | Southeastern Conference (SEC)   | Sun Belt Conference (SBC)       |

| Altre NCAA Division I Conferences       | Altre NCAA Division I Conferences  | Altre NCAA Division I Conferences | Altre NCAA Division I Conferences | Altre NCAA Division I Conferences         | Altre NCAA Division I Conferences      |
| --------------------------------------- | ---------------------------------- | --------------------------------- | --------------------------------- | ----------------------------------------- | -------------------------------------- |
| America East Conference                 | Atlantic Sun Conference            | Atlantic 10 Conference (A-10)     | Big East Conference               | Big Sky Conference                        | Big South Conference                   |
| Big West Conference                     | Coastal Athletic Association (CAA) | Horizon League                    | Ivy League                        | Metro Atlantic Athletic Conference (MAAC) | Mid-Eastern Athletic Conference (MEAC) |
| Missouri Valley Conference (MVC)        | Northeast Conference (NEC)         | Ohio Valley Conference (OVC)      | Patriot League                    | Southern Conference (SoCon)               | Southland Conference                   |
| Southwestern Athletic Conference (SWAC) | The Summit League                  | West Coast Conference (WCC)       | Western Athletic Conference (WAC) |                                           |                                        |

| NCAA Division I FCS Conferences (solo football) | NCAA Division I FCS Conferences (solo football) | NCAA Division I FCS Conferences (solo football) |
| ----------------------------------------------- | ----------------------------------------------- | ----------------------------------------------- |
| CAA Football                                    | Missouri Valley Football Conference             | Pioneer Football League                         |

- CAA Football è gestito dalla multi-sport Coastal Athletic Association, ma è un'entità separata.

### Campionati Stranieri Equivalenti
- British Universities Sports Association
- U Sports (ex-CIAU e CIS) per il Canada
- National Collegiate Athletic Association (Filippine) (NCAA) e University Athletic Association of the Philippines (UAAP) per le Filippine (tra le altre leghe)

## Presidenti
La NCAA non ha avuto un presidente a tempo pieno fino al 1951, quando Walter Byers fu nominato direttore esecutivo. Nel 1988 il titolo è stato cambiato in presidente.
- 1951–1988:  Walter Byers
- 1981–1983:  James Frank (direttore esecutivo)
- 1988–1993:  Dick Schultz
- 1991–1993:  Judith Sweet
- 1994–2002:  Cedric Dempsey[35]
- 2003–2009:  Myles Brand[36]
- 2009–2010:  Jim Isch (ad interim)[37]
- 2010–2023:  Mark Emmert
- 2023–:  Charlie Baker